# Felix Schönegger
Felix Schönegger (* 2. Dezember 2006 in Steyr) ist ein österreichischer Fußballspieler.

## Karriere
Schönegger begann seine Karriere beim USC Seitenstetten. Zur Saison 2019/20 wechselte er in die AKA St. Pölten. Zur Saison 2021/22 wechselte er in die Jugend der SG Waidhofen/Ybbs. Zur Saison 2023/24 wechselte er in das NWZ des SKU Amstetten. Im März 2024 spielte er auch erstmals für die Amateure der Niederösterreicher in der Gebietsliga. Amstetten II stieg zu Saisonende in die 2. Landesliga auf.
Zur Saison 2024/25 rückte Schönegger in den Profikader Amstettens. In seiner ersten Saison kam er aber ausschließlich für die Amateure zum Zug, für die er achtmal in 26 Einsätzen in der fünfthöchsten Spielklasse traf. Im Juli 2025 gab er anschließend im ÖFB-Cup gegen den Kremser SC sein Profidebüt. Sein Debüt in der 2. Liga folgte im August 2025, als er am ersten Spieltag der Saison 2025/26 gegen den SK Sturm Graz II in der 87. Minute für Thomas Mayer eingewechselt wurde.